# 相原涼
相原 涼（あいはら りょう、1978年6月3日 - ）は、日本の元AV女優。1990年代後半から2000年代前半にかけて活動した。

## 経歴
1997年3月に天野 未来（あまの みらい、1977年7月7日 - ）として、『恋するBody』でAVデビュー。5作で引退。
1998年9月に相原 涼に改名して、『小さな願い』で再デビュー。
2000年にAVを引退。

## 作品

### アダルトビデオ
天野未来名義
1997年
- 恋するBody（3月25日、アトラス）
- Fプリンセス（4月25日、アリスJAPAN）
- ビンカン乙女! 乳想い（5月23日、アリスJAPAN）
- NEO出血大制服 32（6月15日、アトラス）
- デカメロンラブ Fカップにあふれ蜜（7月25日、アトラス）

相原涼名義
1998年
- 小さな願い（9月23日、セクシア）
- 初恋（10月23日、セクシア）
- ふたりのシーズン（11月20日、セクシア）
- モーニングコール（12月25日、セクシア）

1999年
- プリティワイフ 6（1月30日、セクシア）
- Spicy Girl（2月27日、シャイ）
- 1999 ただ一つ残ったモノ（3月27日、シャイ）
- Temptation 誘惑（4月29日、スーパービッグモーカル）
- ときめき淫vitation（5月30日、スーパービッグモーカル）　共演：三田友穂
- 乳から犯して（6月22日、SAMM）
- あぶない放課後 新・女教師スペシャル（7月16日、V&R）
- F-cupビキニClash（8月12日、V&R）
- 堕天使の誘惑（9月25日、プリンセス）
- 激爆ボイン娘（10月8日、ソフト・オン・デマンド）
- お姉さんのオッパイで甘えて（11月5日、ソフト・オン・デマンド）
- TOKYO裏道デート（11月21日、デラックスパリス）
- 新任女教師 婬嫉輪姦（12月?、BABE/ソフト・オン・デマンド）

2000年
- ファミレス嬢レイプ 麗獣の館（2月9日、死夜悪）
- Angel（3月23日、アイデアポケット）
- 放課後美少女かたろぐ 19（4月19日、HIGH-SCHOOL Pink/アイデアポケット）
- 乳淫Wインパクト（5月24日、セクシア）　共演：朝倉まりあ

## 出演

### 映画
相原涼名義
- 餓えた白衣　脱がさずブチ込む（1998年6月19日公開、配給：エクセス）　共演：林由美香
  - ビデオ版は「院内暴行感染」（1999年10月22日、ジャンク）

上記作品は天野未来改名相原涼とは同姓同名の別人である。

### 海外のテレビドラマ
相原涼名義
- 梁祝艷譚之蓬門被父開（香港）貞子 役（2000年）
- 梁祝艷譚之真命天子（香港）貞子 役（2000年）